# Lijst van golfbanen in Denemarken

Denemarken

Deze lijst van golfbanen in Denemarken geeft een overzicht van de golfbanen die er in Denemarken zijn. Verreweg de meeste bevinden zich in Jutland.
De oudste Deense golfclub is de Royal Copenhagen Golf Club (København Golf Klub), opgericht in 1898.

## Deens Open
Van 1991-2004 werd er bijna ieder jaar een Deens Open van de Europese Challenge Tour gespeeld. In 2003 werd eenmalig op de Simons Golf Club het Nordic Open van de Europese PGA Tour georganiseerd, maar wegens gebrek aan belangstelling werd het toernooi niet voortgezet.

## Lijst
| Golfbaan                    | Regio           | Plaats        | Oprichting | Info                                                                               |
| --------------------------- | --------------- | ------------- | ---------- | ---------------------------------------------------------------------------------- |
| Langelands Golf Klub        | Funen           | Humble        |            |                                                                                    |
| Sct. Knuds Golfklub         | Funen           | Nyborg        |            |                                                                                    |
| Gilleleje Golfklub          | Hovedstaden     | Gilleleje     |            | Deens Open 2003                                                                    |
| Aarhus Golf Club            | Jutland         | Højbjerg      |            |                                                                                    |
| Aalborg Golf Klub           | Jutland         | Aarlborg      |            | Deens Open 2001                                                                    |
| Breinholtgård Golf Klub     | Jutland         | Esbjerg       |            |                                                                                    |
| Dejbjerg Golf Klub          | Jutland         | Dejbjerg      |            |                                                                                    |
| Esbjerg Golf Klub           | Jutland         | Esbjerg       |            | Marbæk en Myrtuebaan Deens Open 2004                                               |
| Fanø Golf Links             | Jutland         | Fanø          |            |                                                                                    |
| Gyttegård Golf Klub         | Jutland         | Hejnsvig      |            |                                                                                    |
| Henne Golfklub              | Jutland         | Henne         |            |                                                                                    |
| Herning Golf Klub           | Jutland         | Herning       |            |                                                                                    |
| Himmerland Golf Klub        | Jutland         | Farsø         |            |                                                                                    |
| Holmsland Klit Golf         | Jutland         | Ringkøbing    |            |                                                                                    |
| Holstebro Golfklub          | Jutland         | Vemb          |            | Park- en Bosbaan                                                                   |
| Holsted Golfklub            | Jutland         | Holsted       |            |                                                                                    |
| Horsens Golfklub            | Jutland         | Horsens       |            | Deens Open 2002                                                                    |
| Lübker Golf Resort Nimtofte | Jutland         | Nimtofte      |            |                                                                                    |
| Odder Golfclub              | Jutland         | Odder         |            |                                                                                    |
| Ribe Golf Klub              | Jutland         | Ribe          |            |                                                                                    |
| Royal Oak Golf Club         | Jutland         | Rødding       | 1992       |                                                                                    |
| Samsø Golfklub              | Jutland         | Samsø         |            |                                                                                    |
| Silkeborg Golf Club         | Jutland         | Silkeborg     |            |                                                                                    |
| Varde Golfklub              | Jutland         | Varde         |            |                                                                                    |
| Vejle Golf Club             | Jutland         | Vejle         |            |                                                                                    |
| Royal Copenhagen Golf Club  | Kopenhagen      | Kopenhagen    | 1898       |                                                                                    |
| Læsø Seaside Golfklub       | Læsø            | Læsø          |            |                                                                                    |
| Asserbo Golf Club           | Noord-Seeland   | Frederiksværk |            |                                                                                    |
| Rungsted Golf Klub          | Noord-Seeland   | Rungsted Kyst |            | Deens Open 1993                                                                    |
| Simon's Golf Klub           | Noord-Seeland   | Kvistgård     |            | Deens Open 1994-1997 Deens Open 2003 (Eur. Tour) 3×9 holes, ontwerp Martin Hawtree |
| Korsør Golf Klub            | West-Seeland    | Korsør        |            |                                                                                    |
| Møn Golfklub                | Zuid-Seeland    | Stege         |            |                                                                                    |
| Odense Golfklub             | Zuid-Denemarken | Odense        |            | Deens Open 1990                                                                    |
| Odense Eventyr Golf Klub    | Zuid-Denemarken | Odense        |            | Deens Open 2000                                                                    |